# Division posée

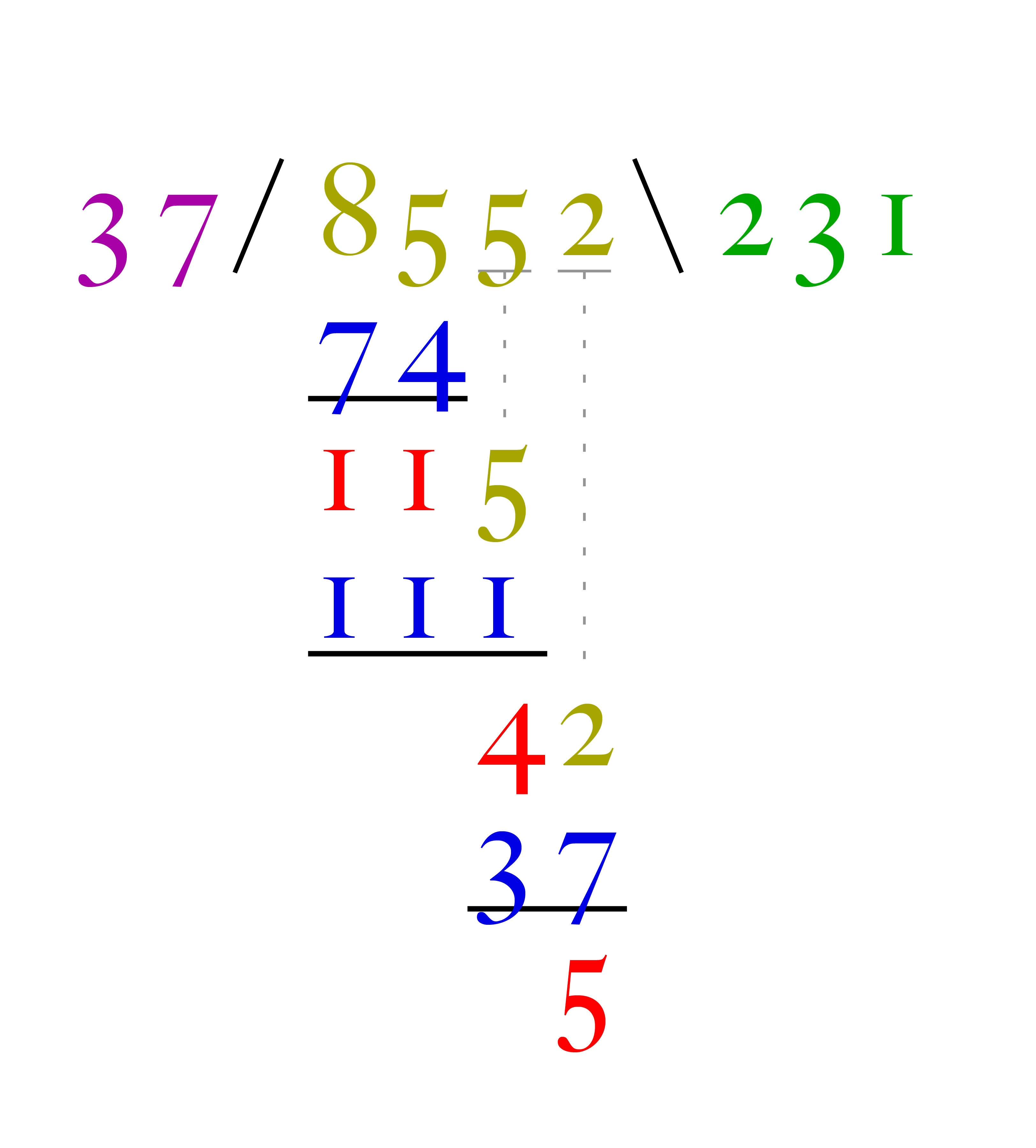
Représentation explicite d'un processus de division longue en arithmétique

En arithmétique, une division posée est la présentation spatiale d'une division euclidienne, ainsi que l'algorithme sous-jacent à son calcul. Les deux présentations les plus courantes sont la présentation anglo-saxonne sous forme d'une division longue et la présentation appelée méthode de la potence. L'algorithme en œuvre rend la division du nombre entier a (appelé le dividende) par le nombre entier b (appelé le diviseur) pour obtenir le quotient et le reste, simple à effectuer, même pour de grands dividendes, car il décompose un problème en de plus petits problèmes. Cependant, le procédé exige que divers nombres soient divisés par le diviseur : cela est simple avec des diviseurs à un seul chiffre, mais plus difficile avec de plus grands diviseurs.
Une généralisation de cette méthode est employée pour la division euclidienne des polynômes.

## Principe
Le principe consiste à se ramener à des situations simples où le quotient ne comporte qu'un seul chiffre. Partant des poids les plus forts du dividende, on obtient successivement tous les chiffres du quotient.

### Cas où le quotient ne comporte qu'un seul chiffre
C'est le cas lorsque a < 10b. Si on cherche à diviser l'entier a par l'entier b, on cherche le plus grand multiple de b inférieur ou égal à a. Si ce multiple est bq, le reste s'obtient en soustrayant bq à a.
Exemple : Division de 63 par 17 : le plus grand multiple de 17 inférieur à 63 est 51 (= 17 × 3). le reste est alors 63 - 51 = 12
Conclusion : 63 = 17 × 3 + 12

### Cas où le quotient comporte plusieurs chiffres
On travaille alors par tranches, chaque tranche restant inférieure à 10b. Les différents quotients obtenus donnent alors les chiffres du quotient final.
Exemple : Division de 6359 par 17.
Étape 1 : on divise 63 par 17. Plus grand multiple 17 × 3 = 51. Reste = 63 - 51 = 12 donc 63 = 17 × 3 + 12
En multipliant l'égalité précédente par 100 et en ajoutant 59, il vient
6359 = 17 × 300 + 1259
Étape 2 : il reste à utiliser la même méthode pour la division de 1259 par 17.
On divise 125 par 17. Plus grand multiple 17 × 7 = 119. Reste = 125 -119 = 6 donc 125 = 17 × 7 + 6
En multipliant l'égalité précédente par 10 et en ajoutant 9, il vient
1259 = 17 × 70 + 69
Étape 3 : il reste à utiliser la même méthode pour la division de 69 par 17. Plus grand multiple 17 × 4 = 68. Reste = 69 - 68 = 1 donc 69 = 17 × 4 + 1
Il suffit alors de remplacer 69 puis 1259 par leur nouvelle expression pour obtenir
1259 = 17 × 70 + 69 = 17 × 70 + 17 × 4 + 1
6359 = 17 × 300 + 1259 =  17 × 300 + 17 × 70 + 17 × 4 + 1
6359 = 17 × 374 + 1

## Présentation du calcul
Ce principe étant mis en place, il a fallu trouver une présentation suffisamment concise et explicite sous forme d'un tableau. La mise en place d'une présentation synthétique s'est alors faite de plusieurs façons différentes suivant les époques et les pays. La position du diviseur, du quotient et du reste par rapport au dividende pouvant varier, les séparateurs pouvant être des parenthèses, des accolades ou des lignes, les calculs pouvant être plus ou moins détaillés. En 1684, on dénombrait en France au moins trois présentations : la méthode française, la méthode espagnole et la méthode italienne dans lesquelles le diviseur apparaissait à chaque étape du calcul. Les chiffres qui n'étaient plus utilisés étant barrés au fur et à mesure. Au début du XXIe siècle subsistent deux présentations : la méthode française (ou méthode de la potence) et la méthode anglaise (ou division longue) 

### Méthode de la potence
Le dividende est en haut à gauche. Le diviseur est en haut à droite. Le quotient se construit petit à petit et se place sous le diviseur. Les restes successifs et les dividendes successifs se placent sous le premier dividende.

#### Méthode classique
Dans cette méthode, chaque multiple est calculé puis on trouve les restes grâce à la soustraction ainsi posée.
Exemple : Division de 6359 par 17.
Étape 1 : division de 63 par 17 et calcul du reste (quotient 3 reste 12)
| 6   | 3 | 5 | 9 | 17 |
| - 5 | 1 |   |   | 3  |
| 1   | 2 |   |   |    |
|     |   |   |   |    |

Étape 2: division de 125 par 17 avec calcul du reste (quotient 7 reste 6)
| 6   | 3 | 5 | 9 | 17 |
| - 5 | 1 |   |   | 37 |
| 1   | 2 | 5 |   |    |
| - 1 | 1 | 9 |   |    |
|     |   | 6 |   |    |

Étape 3 : division de 69 par 17 et calcul du reste (quotient 4, reste 1)
| 6   | 3 | 5 | 9 | 17  |
| - 5 | 1 |   |   | 374 |
| 1   | 2 | 5 |   |     |
| - 1 | 1 | 9 |   |     |
|     |   | 6 | 9 |     |
|     | - | 6 | 8 |     |
|     |   |   | 1 |     |

Conclusion : Dans la division de 6359 par 17 le quotient est 374 et le reste 1.

#### Variante courte
On peut aussi effectuer les soustractions au fur et à mesure des calculs sans les poser explicitement. La méthode  consiste à effectuer à la fois les multiplications des chiffres du diviseur par le chiffre du quotient et les soustractions correspondantes.
« À cet effet on soustrait successivement les produits partiels résultant de la multiplication de chaque chiffre du diviseur par le chiffre du quotient sur lequel on opère, du nombre d'unités de même  ordre que contient le dividende partiel, et l'on augmente le produit suivant d'autant d'unités qu'il a fallu ajouter de dizaines sur le chiffre du dividende pour rendre cette opération possible. »
Dans l'exemple suivant ces retenues sont indiquées en chiffres plus petits pour permettre de suivre ces étapes:
| 6 | 23 | 5 | 9 | 17 |
| 1 | 2  |   |   | 3  |
|   |    |   |   |    |
|   |    |   |   |    |

| 6 | 3 | 5 | 9 | 17 |
| 1 | 2 | 5 |   | 37 |
|   | 0 | 6 |   |    |
|   |   |   |   |    |

| 6 | 3 | 5 | 9  | 17  |
| 1 | 2 | 5 |    | 374 |
|   | 0 | 6 | 29 |     |
|   |   | 0 | 1  |     |

Voici la version textuelle de ces étapes:
Première étape: 63 divisé par 17: le quotient est 3.
- 3 fois 7 donne 21, pour aller à 23 il reste 2. La retenue est 2
- 3 fois 1 donne 3, et 2 de retenue donne 5, pour aller à 6 il reste 1

À ce stade le reste partiel est 12, le même que dans la méthode classique avec soustraction.
Deuxième étape: on abaisse le 5; 125 divisé par 17: le quotient est 7.
- 7 fois 7 donne 49, pour aller à 55 il reste 6. La retenue est 5.
- 7 fois 1 donne 7 et 5 de retenue donne 12. Pour aller à 12 il reste 0.

Le reste partiel est 6.
Dernière étape: on abaisse le 9; 69 divisé par 17: le quotient est 4
- 4 fois 7 donne 28. Pour aller à 29 il reste 1. La retenue est 2.
- 4 fois 1 donne 4, et 2 de retenue donne  6. Pour aller à 6 il reste 0.

Le dernier reste est 1.

#### Variante laotienne
Cette variante laotienne décompose le calcul de chaque reste en deux étapes dans le cas d'un diviseur à deux chiffres, en commençant par ôter les dizaines puis les unités. La présentation en est plus longue mais les calculs à effectuer de tête sont limités à des tables de multiplication. La méthode ainsi mise en place s'apparente alors fortement à l'algorithme de calcul de division sur boulier.
Exemple : division de 6359 par 17
| 6   | 3 | 5 | 9 | 17  |
| - 3 |   |   |   | 374 |
| 3   | 3 |   |   |     |
| - 2 | 1 |   |   |     |
| 1   | 2 |   |   |     |
| -   | 7 |   |   |     |
|     | 5 | 5 |   |     |
| -   | 4 | 9 |   |     |
|     |   | 6 |   |     |
|     | - | 4 |   |     |
|     |   | 2 | 9 |     |
|     | - | 2 | 8 |     |
|     |   |   | 1 |     |

### Division longue
Dans la division longue, le diviseur se place à gauche du dividende et le quotient au-dessus du dividende. Les différents restes et dividendes se placent sous le premier. 
Exemple : division de 6359 par 17
Étape 1 : division de 63 par 17 (quotient 3 reste 12)
|    |   | 3 |   |   |
| 17 | 6 | 3 | 5 | 9 |
|    | 5 | 1 |   |   |
|    | 1 | 2 |   |   |

Étape 2 : division de 125 par 17 (quotient 7 reste 6)
|    |   | 3 | 7 |   |
| 17 | 6 | 3 | 5 | 9 |
|    | 5 | 1 |   |   |
|    | 1 | 2 | 5 |   |
|    | 1 | 1 | 9 |   |
|    |   |   | 6 |   |

Étape 3 : division de 69 par 17 (quotient 4 reste 1)
|    |   | 3 | 7 | 4 |
| 17 | 6 | 3 | 5 | 9 |
|    | 5 | 1 |   |   |
|    | 1 | 2 | 5 |   |
|    | 1 | 1 | 9 |   |
|    |   |   | 6 | 9 |
|    |   |   | 6 | 8 |
|    |   |   |   | 1 |

## Généralisation

### En arithmétique
Cette méthode peut se généraliser à d'autres bases que la base 10 et se présentera sous la même forme.
Elle peut aussi se généraliser à des dividendes décimaux, le passage de la virgule au dividende induit l'apparition de la virgule au quotient. 
Exemple : division de 63,59 par 17 par la méthode de la potence.
| 6 | 3 | , | 5 | 9 | 17 |
| 1 | 2 |   |   |   | 3  |
|   |   |   |   |   |    |
|   |   |   |   |   |    |

| 6 | 3 | , | 5 | 9 | 17  |
| 1 | 2 | , | 5 |   | 3,7 |
|   |   |   | 6 |   |     |
|   |   |   |   |   |     |

| 6 | 3 | , | 5 | 9 | 17   |
| 1 | 2 | , | 5 |   | 3,74 |
|   |   |   | 6 | 9 |      |
|   |   |   |   | 1 |      |

Le même algorithme permet de prolonger la division au-delà de la virgule et de fournir une valeur approchée du quotient avec autant de décimales que l'on souhaite. La présentation sous la forme de la division longue est alors plus pratique car elle laisse à droite autant d'espace qu'on le souhaite.
Exemple: valeur approchée de 63/17 au millième par la division longue.
|    |   | 3 | , | 7 | 0 | 5 |
| 17 | 6 | 3 | , | 0 | 0 | 0 |
|    | 1 | 2 | , | 0 |   |   |
|    |   |   |   | 1 | 0 |   |
|    |   |   |   | 1 | 0 | 0 |
|    |   |   |   |   | 1 | 5 |

### Division de polynômes

#### Division euclidienne
Un même algorithme s'applique à la division euclidienne de polynômes.
Exemple : division de x4 - x 3 + x2 - x + 8 par x2 + 3x + 1
Étape 1 : division de  x4 - x 3 + x2 par x2 + 3x + 1 (quotient x2, reste - 4x3)
| x4 | - x 3 | + x2 | - x | + 8 | x2 + 3x + 1 |
| x4 | + 3x3 | + x2 |     |     | x2          |
|    | - 4x3 |      |     |     |             |

Étape 2 : division de -4x3  - x par  x2 + 3x + 1 (quotient -4x, reste 12x2 + 3x)
| x4 | - x 3 | + x2   | - x  | + 8 | x2 + 3x + 1 |
| x4 | + 3x3 | + x2   |      |     | x2 - 4x     |
|    | - 4x3 |        | - x  |     |             |
|    | -4x3  | - 12x2 | -4x  |     |             |
|    |       | + 12x2 | + 3x |     |             |

Étape 3 : division de 12x2 + 3x + 8 par  x2 + 3x + 1 (quotient 12, reste -33x - 4)
| x4 | - x 3 | + x2   | - x   | + 8 | x2 + 3x + 1  |
| x4 | + 3x3 | + x2   |       |     | x2 - 4x + 12 |
|    | - 4x3 |        | - x   |     |              |
|    | -4x3  | - 12x2 | -4x   |     |              |
|    |       | + 12x2 | + 3x  | + 8 |              |
|    |       | 12x2   | + 36x | +12 |              |
|    |       |        | - 33x | - 4 |              |

Conclusion : x4 - x 3 + x2 - x + 8 = (x2 + 3x + 1)(x2 - 4x + 12) - 33x - 4

#### Division suivant les puissances croissantes
Une même présentation peut être utilisée pour effectuer la division d'un polynôme par un autre suivant les puissances croissantes
Exemple : division de 2 - 5x + x2 par 1 + 2x
Étape 1 : division de 2 - 5x par 1 + 2x (quotient 2, reste - 9x)
| 2 | - 5x | + x2 | 1 + 2x |
| 2 | + 4x |      | 2      |
|   | - 9x |      |        |

Étape 2 : division de -9x + x2 par 1 + 2x (quotient - 9x, reste 19x2)
| 2 | - 5x | + x2   | 1 + 2x |
| 2 | + 4x |        | 2 - 9x |
|   | - 9x | + x2   |        |
|   | - 9x | - 18x2 |        |
|   |      | + 19x2 |        |

Conclusion : 2 - 5x + x2 = (1 + 2x)(2 - 9x) + 19x2